# مونرو إدواردز
مونرو إدواردز كان تاجر عبيد أمريكيا، عُرف بالاحتيال والتزوير، وُلد عام 1808. وكان موضوعا لمُحاكمة وإدانة حظيت بتغطية إعلامية على نطاق واسع في عام 1842. في الأصل، كان هو من مدينة كنتاكي، ثم انتقل إلى مدينة نيو أورليز، ثم استقر بمقاطعة تكساس. هرَب ((عبيد إلى البرازيل خلال عام 1832 واشترى قطعة أرض بمُقاطعة تكساس من أرباح هذه الصفقة. وفي عام 1836، هرَب عبيد مرة أخرى، ولكن هذه المرة في مقاطعة تكساس، إلى أن اضطر إلى الفرار إلى جمهورية تكساس ثم إلى الولايات المتحدة بعد محاولته لاحتيال شريكه في نسبة أرباح الصفقة، وذلك عبر تزوير وثائق. ثم حاول احتيال بعض من الأموال من مُناصري حركات التحرير من العبودية في الولايات المتحدة والمملكة البريطانية، وذلك عبر تزوير رسائل تعريفية. سافر إلى المملكة المتحدة، ولكن مكائده باءت بالفشل تمامًا وعاد إلى الولايات المتحدة في مُنتصف 1841.
شارك في أكبر عملية احتيال عبر تزوير رسائل من تجار القطن في نيو أورلينز، والتي اعتاد على تأمين الحولات المصرفية بمبالغ كبيرة إلى أن صرفها. طاردته جرائمه حتى قُبض عليه في يونيو 1842 وحُكم عليه بجرائم التزوير التي ارتكبها، وتمت إدانته بوضوح لأن مظهره المُتميز دفعه ليسهل التعرف عليه وتذكره. نتيجة لارتكابه لنفس الأخطاء الإملائية في أعمال تزويره. حُكم عليه بالسجن عشر سنوات وتُوفي عام 1847 أثناء فترة احتجازه. ونُشرت العديد من جرائمه ومُحاكمته بعد وفاته، كما أنه مذكور في كتابة هرمان ملفيل في قصته القصيرة بارتلبي النساخ.

## النشأة
وُلد إدواردز في عام 1808 في مقاطعة دانفيل بمدينة كنتاكي. ورد أن والده كان يرغب في تسميته «عاموس» أو «موسى إدواردز»، ولكن اسم والدته لم يُعرف بعد. كان لديه أخ واحد وعم يُدعى هادين، مُقيمًا بمدينة ناكوغدوشس. أما عن طفولته، فلم يُذكر شيء مُؤكد عنها. ولكن يُمكن القول أنه كان شابًا وسيمًا عُرف بملابسه التي كانت تُواكب العصر. أُطلق عليه لقب عقيد.
خلال عام 1822، أُرسل إلى نيو أورلينز لدراسة الأعمال على يد تاجر يُدعى السيد مرجان. وفي وقت آخر من ذاك العام، أسس مرجان مركز تجاري على سان جاسينتو باي بالقرب من جالفستون والتي كانت ولاية تكساس المكسيكية فيما بعد. بعد ذلك، التقى إدواردز بتاجر ورافقه خلال رحلة تهريب لجلب عبيد في إفريقيا. انتهى مجهوده الأول عندما غرقوا أثناء تحطم سفينتهم. ولكن في مُحاولته الثانية خلال 1832، نجحوا في تهريب عبيد إلى البرازيل. كما استثمر إدواردز أرباح صفقته في شراء قطعة أرض في تكساس، والتي أسس فيها مزرعة، في وقت لاحق، من عام 1833 على نهر سان بيرنارد ولا زالت قائمة إلى الوقت الحالي بمقاطعة برازوريا بتكساس. أُطلق على منزله اسم «شينانجو». وكان ليس له صلة بتجارته لتهريب العبيد. قُبض عليه في 1832 كعضو في اضطرابات أناهوالك، وكان بإيجاز مسجون أثناء الانتفاضة القائمة ضد الحكومة المكسيكية التي كانت تحكم تكساس.

## تجارة العبيد والاحتيال
من مجهودات إدواردز فيما بعد في التهريب، أنه شارك شريك جديد يُدعى كريستوفر دارت، كان مُحاميًا من ناتشيز، مسيسيبي. في عام 1835 استثمر دارت نحو 40.000 دولار لشراء عقود استئجار عبيد سود للعمل في كوبا وتهريبهم إلى تكساس كعبيد. بدلا من توفير المال للشراكة، كانت مساهمة إدواردز شهادات أرض. في الوقت الذي كانت تكساس حد مقاطعة مكسيكية. وفي عام 1829 ألغت المكسيك العبودية واستيراد العبيد،ولكن أعطت تكساس إعفاء من تحرير العبيد الذين كانوا في المقاطعة. وهذا لإبطال الحظر على استيراد العبيد، كما صنفهم التجار على أنهم خدم محكومين بعقود عمل تزيد عن 99 عام. كما اتخذت الحكومة المكسيكية إجراءات صارمة على ممارسة العبودية عام 1832، وتحديد بنود العقد بعدد 10 سنوات كحد أقصى. من ناحية أخرى ضمن إدواردز تمويلا من شركة كائنة في نيو أورلينز تسمى جورجي كنيفت ثم رحل إلى كوبا حيث اشترى بها عبيد.
في فبراير عام 1836 أحضر إدواردز نحو 170 عبد أسود إلى تكساس، منتهزا فرصة الارتباك التي كانت محيطة بنهاية الثورة في تكساس وتأسيس جمهورية تكساس المستقلة، ولكن لم يُمنع بعد إستيراد العبيد. كتب وليم فيشر محصل الرسوم الجمركية على نهر برازوس إلى الحكومة في تكساس ميثاق دستوري أوضح فيه أن إدواردز لم يُبلغ السلطات عن استيراد العبيد، وذهب فيشر إلى مزرعة إدواردز لمجابهته. بسبب عدم يقين شرعية استيراد العبيد، ولكن فيشر لم يحتجز العبيد وأطلق زمام القضية إلى حكومة تكساس التي تم تشكيلها حديثا وقت ذاك بعد حماية حزمة مالية من إدواردز. بالرغم من أن إلغاء جمهورية تكساس الجديدة استيراد العبيد من ايه مكان عدا الولايات المتحدة، استطاع أن يجلب إدواردز عبيد من كوبا في بداية 1836 ولم يُحاكم بعد. بعد ذلك، أسس إدواردز أيضا سوق عبيد في جالفيستون باي، بالقرب من سان ليون ولا يزال موجودًا في الوقت الحالي. وفي عام 1837 قدم روبرت بيبليز دعوى قضائية ضد إدوارز إتهمه بأنه قد باع له عبد حاملا لمرض السل. وكسب بيبليز القضية.
ثم حاول إدوارز أن يغير التعامل مع دارت.حيث بدلا من تقسيم العبيد المهربة بين رجلين، حاول أن يحتفظ بكل العبيد وأعاد مال دارت الذي قدمه له، وعليه نسبة فائدة.رفع دارت دعوى قضائية وخلال المحاكمة التي أُقيمت في مارس لعام 1839 قدم إدوارز مستندين مزورين مدعي فيهما أن دارت اشترى فائدته في تجارة العبيد إلى إدوارز.وفي المستندات المزورة، حصل إدوارز على توقيع دارت على مستند مكتوب بحبر يمكن إزالته كيميائيا فيما بعد. بعدما وقع دارت على المستند، أزال إدوارز الصيغة الأصلية للمستند واستبدل صك بيع فائدة دارت في الأرض والعبيد.كانت المستندات محسومة لأن تكون مزورة. وفي الثاني من إبريل لعام 1840،حصل دارت على مكافأة مالية قدرها 89.000 دولار. هرب إدوارز من جمهورية تكساس إلى الولايات المتحدة.
وجزء من مخططه لتشوية سمعة كلا من دارت وحكومة تكساس، اقنع إدوارز بعض من رافعي شعار التحرر من العبودية في سينسيناتي لمنحه بعض من الأموال التي من المفترض سيقوم بتحرير العبيد الموجودين في مزرعته في تكساس، التي لم يعد يملكها. حاول إدواردز أيضاً الحصول على أموال من جمعية مكافحة العبودية الأمريكية والأجنبية في نيويورك، لكن زعيمه لويس تابان لم يثق به ولم يحصل إدواردز على أيه أموال ثم ذهب إلى إنجلترا، حاملاً رسائل مقدمة مزورة، من بين آخرين، دانيال ويبستر وزير الخارجية الأمريكي جون فورسيث.واحدة من هذه الرسائل كانت لورد سبنسر، الذي كان معجب به حتى أعطاه 250 كقرض. أثناء وجوده في إنجلترا، احتال شركة في ليفربول تبلغ حوالي 20.000 دولار، ثم استخدم جزءًا من الأموال لسداد اللورد سبنسر. حذر سفير جمهورية تكساس في لندن الحكومة الإنجليزية ضد إدواردز. أرسل تابان أيضًا تحذيرات، لذلك لم يتمكن إدواردز من الحصول على المزيد من الأموال في إنجلترا وعاد إلى الولايات المتحدة بيونيو 1841.

## المخطط النهائي
أرتبط مخطط إدوارز النهائي فيما بعد برسائل مزيفة تم إرسالها إلى تجار القطن في نيو أورلينز، وكان يستخدم علامات مزيفة على التجار في مدينة نيو يورك. قائلا بأن جوان كالدويل هو الاسم المستعار والمزيف لإدوارز. كان لديه كمية قطن كبيرة لدى تجار نيو أورلينز. استخدم إدوارز تلك الرسائل لحماية القروض المزيفة من التجار لحماية كمية القطن الغير موجودة. أعطى تاجران من نيو يورك يُدعى كلا منهما برون براز، والأخر جاكوب لتيل حوالات مصرفية إلى إدوارز بقيمة 25,000 دولار عن كلا منهما. ثم صرف إدوارز هذه الحوالات، وهو مدعيا أنه كالدويل، ولكن دون أن يُنكر مظهره الخارجي.ولسوء حظه؛ في سبتمبر 1841 كان برون برزس معروف لدى تجار نيو أورلينز التي كان لا يوجد محصول قطن بها لكدويل،وهذا ما دفع التجار إلى الإعلان عن مكافأة للتعرف على مزور الرسائل،ولكن لم ينجحوا؛ لأن إدوارز حاول أن يلهيهم عن التعرف علبه. في تلك الفترة كان يوجد رجل يُدعى ألكسندر بويل، وكان يُشبه إدوارز كثيرا. أرسل إدوارز رسالة مجهولة إلى شرطة نيويورك، في الوقت الذي كان في طريقه إلى إنجلترا. أفترض إدوارز أن الشرطة إتخذت تحرُكاتها، في الوقت الذي كان سفينة بويل قد أبحرت. لكن تاخرت السفينة وتمكنت الشرطة من إلقاء القبض على بويل، الذي أخبرهم أن إدوارز هو مخادعهم.
بعد ذلك أُلقي إدوارز في السجن في تمبوس، سجن بمدينة نيويورك. وحينما تم إلقاء القبض عليه، كان في حوزته أكثر من 44,000 دولار موضوعة في غرفته.وفي فترة سجنه منتظرا محاكمته، زور رسالة زاعما فيها أنه يملك أموال في نيو أورلينز، ثم عرض الرسالة على أحد محاميه، حتى طمأن المحامي أن لديه القدرة للدفع إلى المستشار القانوني. وفي محاولة لتاخير جلسته، زور رسالة من شخص يُفترض أنه شاهد يُدعى شارليز جونسون الذي صرح بأنه كان في كوبا وليس لديه القدرة للحضور ليُدلي بشهادته لإدوارز. مما أدى إلى تأخير جلسة إدوارز ثلاثة أشهر أخرى .

## المحاكمة

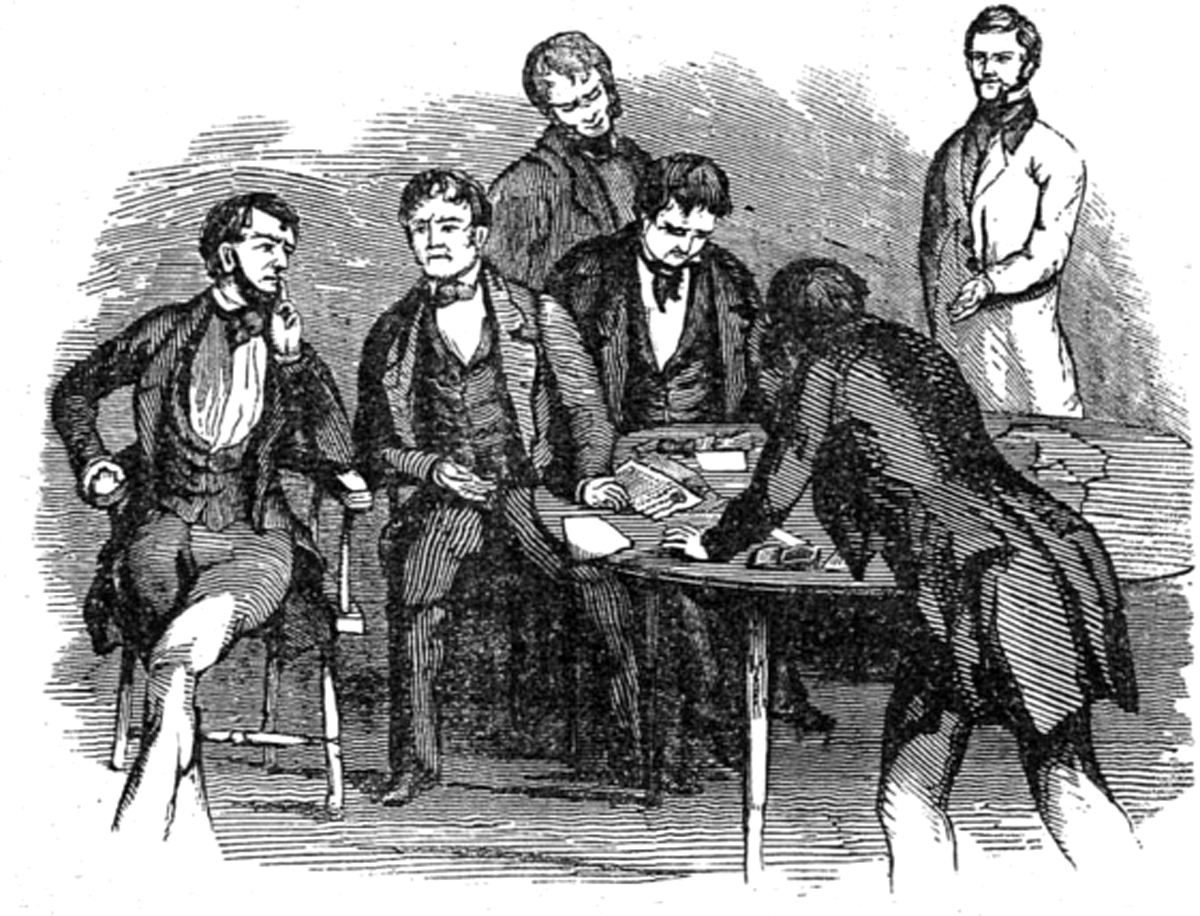
وصف لمحاكمة مونرو إدوارز، من حياته ومغامرات الاحتيال والتزوير التي قام بها، العقيد مونرو إدوارز

أُنعقدت محاكمة إدوارز في يوينو 1842، واثارت ضجة إعلامية. تقدم ستة محامين للدفاع عنه حيث جون جية كريتندن بحضور مجلس الشيوخ الأمريكي وتوماس فرانسير مارشال، وبحضور ممثل الولايات المتحدة بوث كريتليندين.ولكن كلا من مارشال وكريتيدين تغيبا عن اداء وجباتهم التشريعية أثناء المحاكمة .تقدم واحد من محاميه يُدعى وليام ماكسويل إفونتس ملاحظات افتتاحية للدفاع. وتقدم محامي أخر يُدعى جون جورج أدموندر للدفاع،دفع له إدوارز شيك مزيف .ولكن وسامته لم تنفع بعد، فقد استطاع أحد الصرافيين الذين صرفوا الشيكات التعرف عليه في المحكمة وتذكر إدوارز بسبب مظهره المميز. كما تخلص إدوارز من حقيبة بنكية مميزة حصل عليها عند صرفه حوالة مزورة تم الحصول عليها من قِبل أحد البنوك. وفي نهاية المحاكمة عُرضت الأخطاء الإملائية المشتركة بين رسائل إدوارز والرسائل المزيفة. رفُعت الجلسة بإدانة إدوارز وإحالته للسجن لمدة عشر سنوات .نُشرت أجواء المحاكمة في جريدة ذا هيرالد في نيويورك، وطُبعت نحو 50,000 نسخة. لم يحصل أي من محامي إدوارز على أتعابه .كما أُرسل إدوارز إلى سجن مدينة سنج سنج، والتي فيها حاول استعمال رسائل مزورة تمكنه من الهروب. توفى إدوارز في سجنه في 27يناير1847 نتيجة لإصابته بمرض السل. والذي كان مجنون وقت وفاته.

## إرث
ذُكر إدوارز في قصة بارتبلي النساخ للروائي هرفان ملفيل. أصاغ ملفيل قصته بأسماء الأحداث والأشخاص المعاصرة لإضفاء شعور حي إلى قصصه القصيرة.كان واحد من الشخصيات مسجون في تمبوس مع الشخصية الرئيسية ويتسائل ما إذا كان السيد المزور يتشابه مع إدوارز.مهنة راوي ملفيل في برتبلي باراليز لدموندس الذي دافع عن إدوارز. ثم استمر ليكون مراقب في سجن سنج سنج أثناء فترة حبس إدوارز، وكان معروف بمحاولاته لتحسين اداء المساجين. حاول راوي ملفيل ضمان أداء أفضل لبرتبلي .راوي تفاصيل بارتبلي قبل الوفاة «مُقلد بشكل مخيف» حالة إدوارز قبل وفاته، في كلمات ربورت ولسون.
كان إدوارز معروف بأنه مزورعظيم أثناء وبعد محاكمته .كُتبت حياة ومحاكمة ومغامرات إدوارز المزورة للعقيد مونور إدوارز بقلم الصحفي والمحرر الأمريكي جورج ويلكيس لدى جريدة الشرطة الوطنية الأمريكية التي تعكس أكبر جانب من حياة إدوارز ولكنه خلط الحقيقة ببعض من الخيال وهذا سرد للواقع الأمريكي. تعد قصة ولكيس مصدر لقصة كيتي كلفر، والتي تحكي قصة عبد أحب إدوارز وحماه وتبعه في حياته. هناك العديد من القصص الأخرى، والتي تتضمن روايتين مجهولتين نُشرتا في 1842 .

## الاستشهادات
1. 1 2 3 4 5 6 7 8 9 10 11 12 13 14 15 16   Thompson "Edwards, Monroe" American National Biography Online
2. 1 2 3 4   Jones "Edwards, Monroe" Handbook of Texas Online
3. ↑   Muir "Union Company in Anahuac" Southwestern Historical Quarterly p. 265
4. 1 2   Barrows William M. Evarts pp. 21–23
5. 1 2 3 4   Robbins "Origin and Development of the African Slave Trade" East Texas Historical Journal p. 158
6. 1 2 3 4 5 6   Kelley "Blackbirders" Civil War History pp. 410–412
7. 1 2   Lack "Texas Revolutionary Experience" p. 4
8. ↑   Valdes "Decline of Slavery in Mexico" Americas p. 194
9. ↑   Kelley "Blackbirders" Civil War History p. 418
10. ↑   Denham "Peerless Wind Cloud" East Texas Historical Journal p. 13
11. 1 2 3 4 5 6   Dillingham Melville's Short Fiction pp. 51–52
12. ↑   Kouwenhoven Partners in Banking p. 77
13. 1 2 3   Barrows William M. Evarts pp. 24–27
14. ↑   Dyer Public Career of William M. Evarts p. 12
15. 1 2   Wilson "Sympathy for the Lawyer" ANQ pp. 25–26
16. 1 2   Dillingham Melville's Short Fiction pp. 14–15
17. ↑   Hoogenboom "Evarts, William Maxwell" American National Biography
18. ↑   Swann "Dating" Notes and Queries pp. 357–358